# 1965
1965 (MCMLXV) a fost un an obișnuit al calendarului gregorian, care a început într-o zi de vineri.

## Evenimente

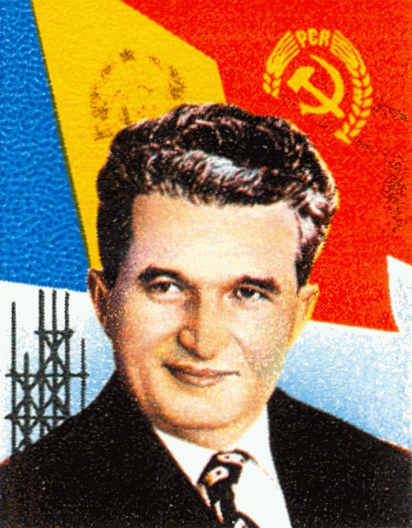
22 martie: Nicolae Ceaușescu devine prim-secretar al PMR.

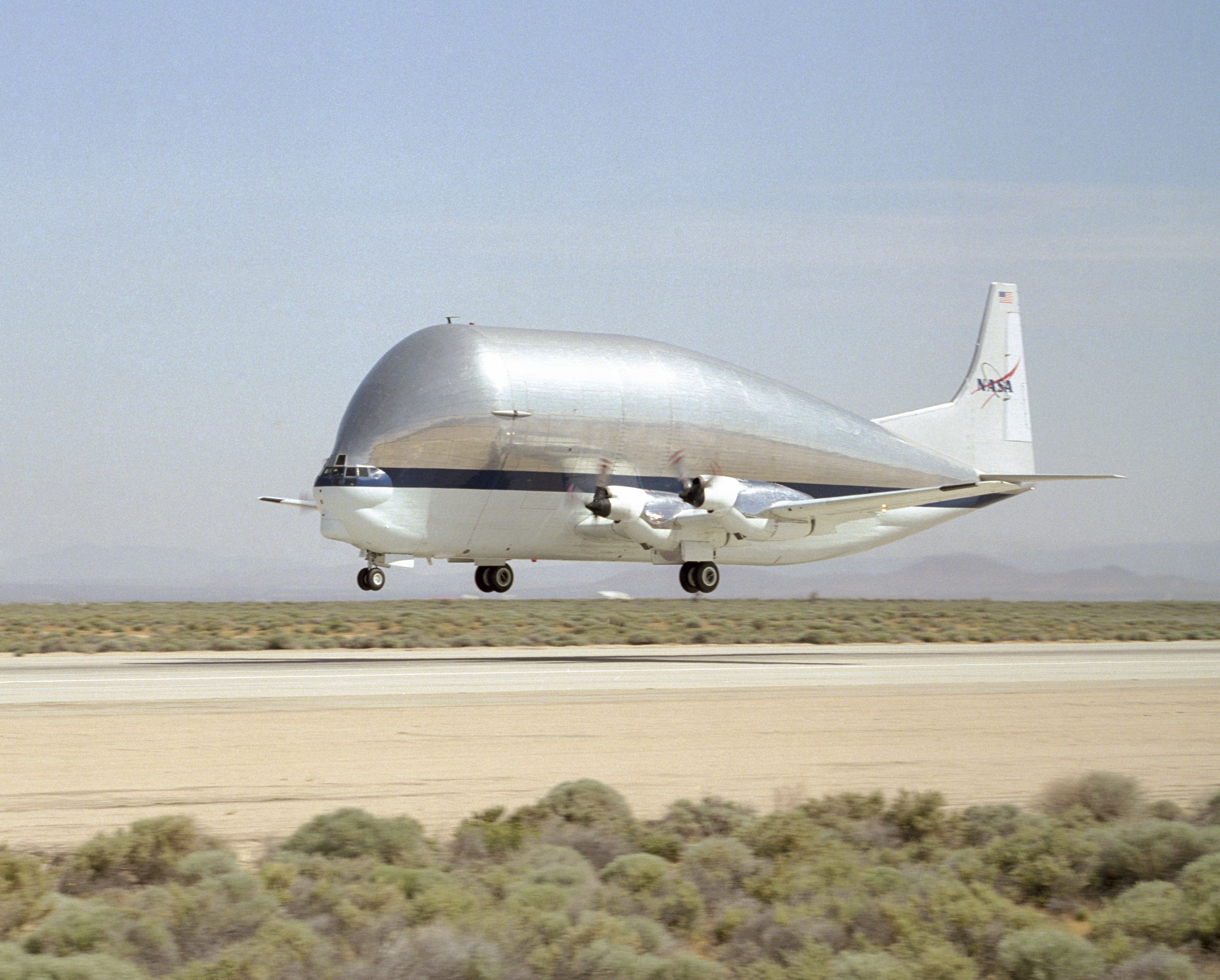
31 august: Super Guppy și-a finalizat primul său zbor. Aeronava este folosită pentru a transporta piese de rachete.

### Ianuarie
- 26 ianuarie: Hindi devine limba oficială în India.
- 30 ianuarie: Au loc funeralii de stat pentru Sir Winston Churchill, cea mai mare adunare de stat din lume până în anul 2005, la funeraliile Papei Ioan Paul al II-lea.[1]

### Februarie
- 15 februarie: Noul steag al Canadei a devenit roșu cu alb și cu frunza de arțar.
- 18 februarie: Gambia devine stat independent față de Marea Britanie.

### Martie
- 18 martie: Un cosmonaut sovietic, lt. Alexei Leonov, pășește pentru prima dată în afara unei nave spațiale (pentru 12 minute). La 3 iunie, va fi imitat de astronautul american Edward White.
- 19 martie: Președintele Consiliului de Stat al Republicii Populare Române, Gheorghe Gheorghiu Dej, moare de cancer la plămâni, la București.
- 22 martie: După moartea lui Gheorghe Gheorghiu-Dej, Nicolae Ceaușescu devine prim-secretar al Partidului Muncitoresc Român (vechea denumire a PCR), la propunerea lui I.G. Maurer.
- 24 martie: Funcția de președinte al Consiliului de Stat al României a revenit lui Chivu Stoica, în urma decesului lui Gheorghe Gheorghiu-Dej.

### Mai
- 21 mai: Debutează la Televiziunea Română, emisiunea "Teleenciclopedia" - record de audiență până în anul 1990.

### Iunie
- 3 iunie: Astronautul Edward Higgins White, devine primul american care a ieșit în spațiu.
- 13 iunie: În finala Cupei campionilor europeni la volei masculin, desfășurată la Bruxelles, echipa Rapid București cucerește pentru a treia oară Cupa de Cristal decernată celei mai bune echipe de pe continent.

### Iulie
- 16 iulie: Generalul Charles de Gaulle și președintele Italiei, Giuseppe Saragat, inaugurează tunelul de sub Mont Blanc, care leagă localitatea franceză Chamonix de cea italiană Aosta; considerat, la inaugurare, cel mai lung tunel din lume (11.600 m), în prezent ocupă locul al patrulea.
- 18 iulie: A fost lansată stația automată rusească "Sonda 3" care a fotografiat partea nevăzută a Lunii.

### August
- 21 august: Prin hotărârea Marii Adunări Naționale, Republica Populară Română devine Republica Socialistă România. Se adoptă noua constituție a României.
- 29 august: Întoarcerea pe Pământ a navei spațiale americane Gemini 5. Primul zbor spațial care a durat o săptămână.
- 31 august: Super Guppy și-a finalizat primul său zbor. Avionul de fabricație americană este folosit pentru a transporta piese mari de aeronave.

### Octombrie
- 14 octombrie: Leonid Brejnev devine prim-secretar al PCUS (Partidul Comunist al Uniunii Sovitice).
- 25 octombrie: A fost înființat, la Mangalia, primul Muzeu al Marinei.
- 28 octombrie: Conciliul Vatican II adoptă declarația Nostra Aetate, în care arată, între altele, că evreii nu sunt responsabili, în mod colectiv, pentru uciderea lui Isus din Nazaret.

### Noiembrie
- 9 noiembrie: O pană de curent în câteva state americane și părți din Canada paralizează viața timp de 13,5 ore. Pana de curent a afectat rutina de zi cu zi a aproximativ 30 milioane de oameni.
- 16 noiembrie: Sovieticii lansează de la baza Baikonur din Kazahstan, sonda spațială Venera III.
- 18 noiembrie: Conciliul Vatican II adoptă constituția Dei Verbum, despre revelația divină.
- 26 noiembrie: A fost lansat primul satelit artificial francez, "Asterix-1", Franța devenind a patra putere spațială din lume.

### Decembrie
- 5 decembrie: Conciliul Vatican II adoptă declarația Dignitatis Humanae, despre libertatea religioasă și de conștiință.
- 7 decembrie: Papa Paul al VI-lea și patriarhul Athenagoras își ridică simultan excomunicările, care fuseseră emise de predecesorii lor în contextul Marii Schisme (1054).
- 18 decembrie: Întoarcerea pe Pământ a navei spațiale americane Gemini 7. Primul zbor spațial care a durat două săptămâni.

## Arte, știință, literatură și filozofie
- 2 martie: La Rivoli Theater în New York City are loc premiera peliculei Sunetul muzicii, unul din cele mai celebre filme muzicale.
- 16 martie: A avut loc premiera filmului "Pădurea spînzuraților", regia Liviu Ciulei, film distins cu premiul pentru regie la Festivalul de la Cannes.
- 22 martie: Bob Dylan lansează albumul Bringing It All Back Home.
- 21 iunie: Trupa The Byrds lansează albumul Mr. Tambourine Man.
- 6 august: Beatles lansează albumul Help!.
- 3 decembrie: Beatles lansează albumul Rubber Soul.

## Nașteri

### Ianuarie
- 4 ianuarie: Beth Gibbons, cântăreață britanică (Portishead)
- 4 ianuarie: Julia Karin Ormond, actriță britanică
- 5 ianuarie: Laurențiu Chirvăsuță, politician român
- 6 ianuarie: Steliana Sima, cântăreață română
- 8 ianuarie: Francisco Assis, politician portughez
- 10 ianuarie: Hiroshi Hirakawa, fotbalist japonez
- 12 ianuarie: Maybrit Illner, jurnalistă germană
- 12 ianuarie: Rob Zombie, cântăreț american
- 15 ianuarie: Markus Ferber, politician german
- 15 ianuarie: Nicu Gheară, fotbalist român (atacant)
- 16 ianuarie: Gabriela Crețu, politician român

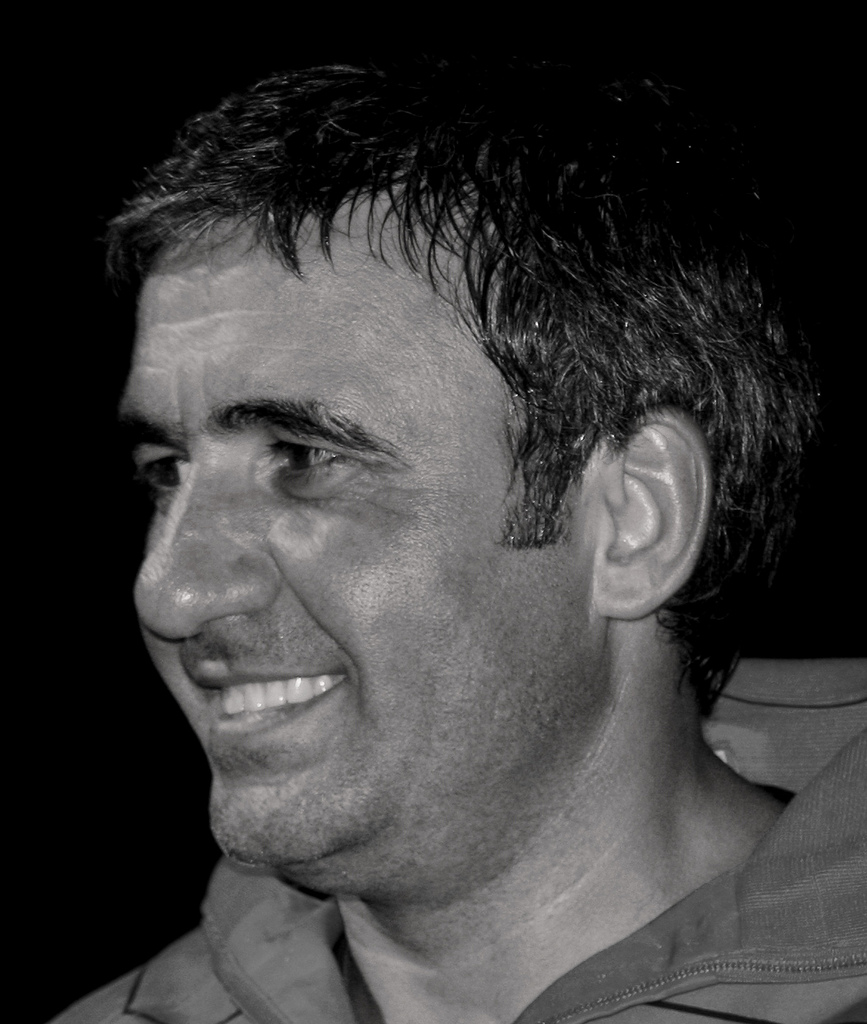
Gheorghe Hagi, fotbalist și antrenor român
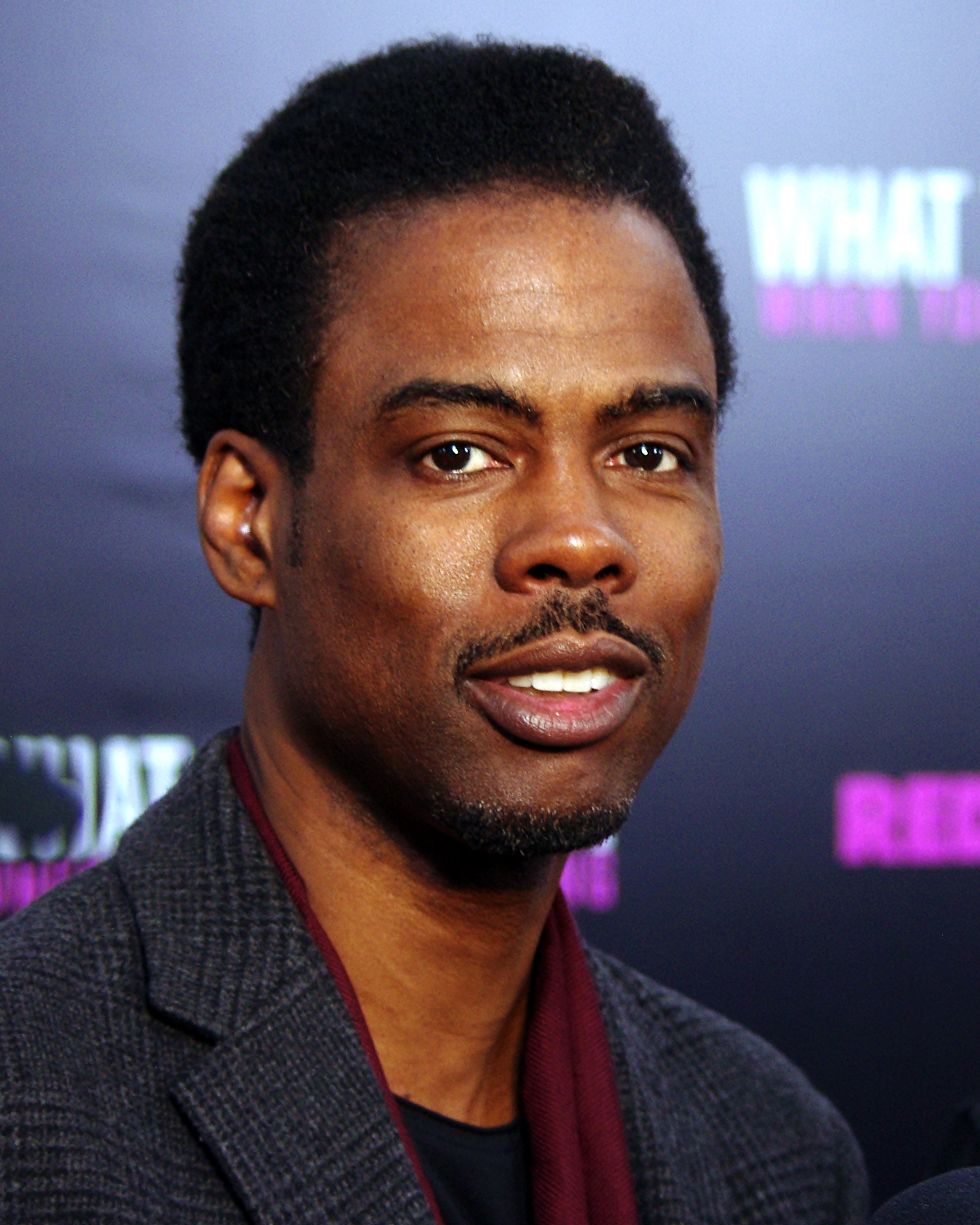
Chris Rock, actor, scenarist, comedian, producător de televiziune și regizor american
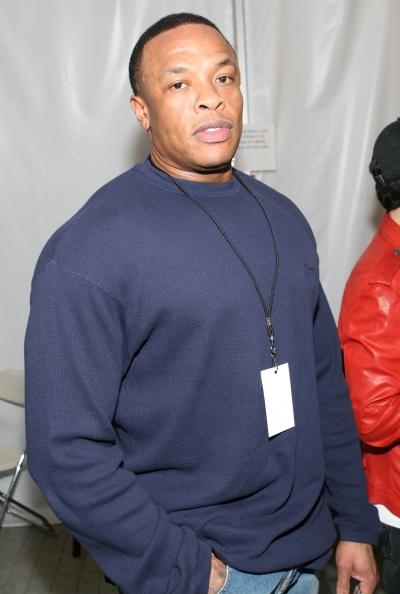
Dr. Dre, muzician, rapper, compozitor, antreprenor, inginer audio, producător de înregistrare și actor american
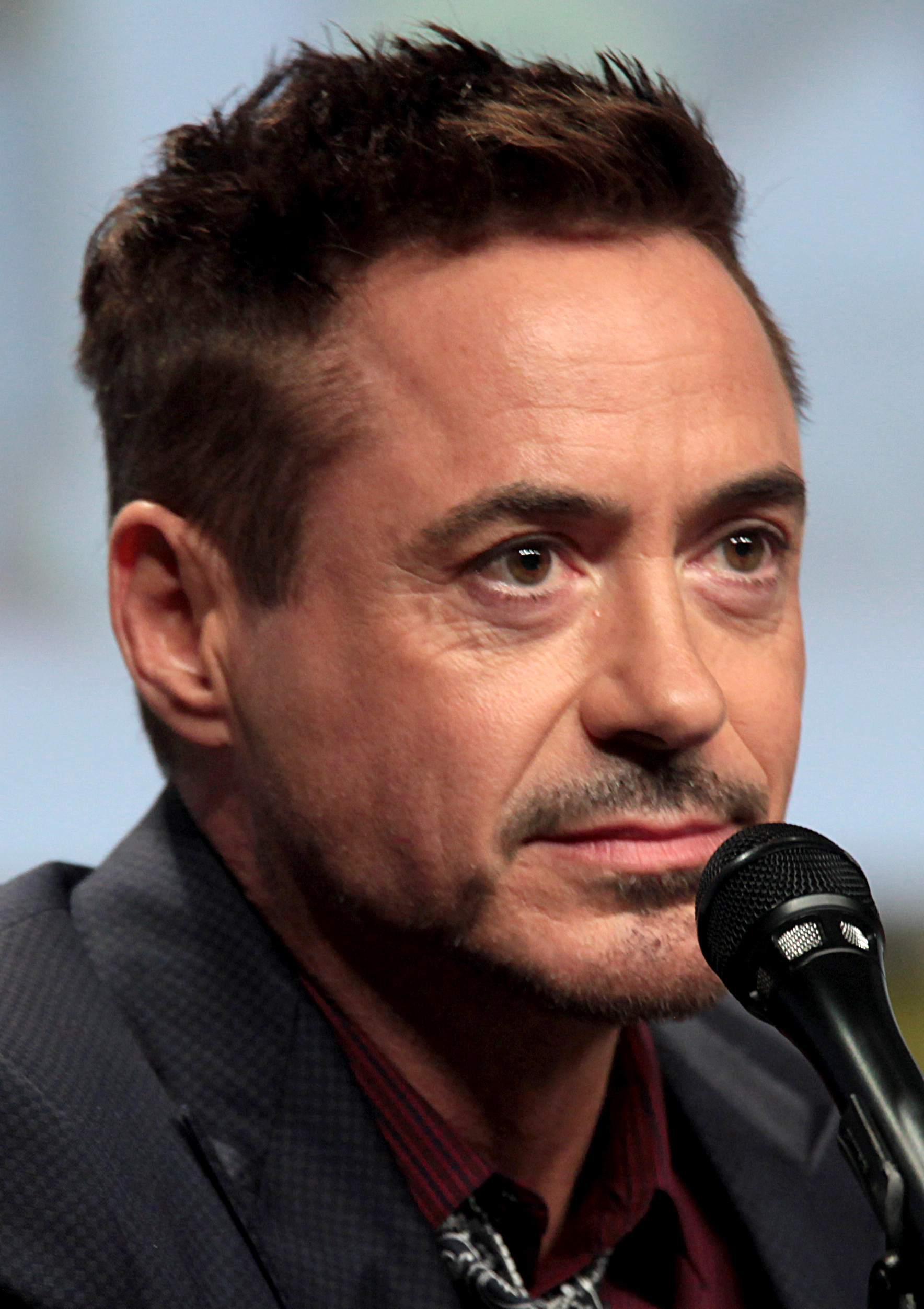
Robert Downey, Jr., actor, producător, scenarist, cântăreț și comedian american

- 20 ianuarie: Anton Weissenbacher, fotbalist român stabilit în Germania
- 21 ianuarie: Geena Davis (Virginia Elizabeth Davis), actriță americană
- 22 ianuarie: Diane Lane, actriță americană
- 24 ianuarie: Mike Awesome, wrestler american (d. 2007)
- 28 ianuarie: Vitalie Nagacevschi, politician din R. Moldova
- 30 ianuarie: Emeric Imre, muzician român

### Februarie
- 1 februarie: Roberta Angelilli, politiciană italiană
- 1 februarie: Sherilyn Fenn, actriță americană
- 1 februarie: Brandon Bruce Lee, artist de arte marțiale și actor american (d. 1993)
- 2 februarie: Quique Sánchez Flores, fotbalist spaniol
- 5 februarie: Gheorghe Hagi, fotbalist (atacant) și antrenor român
- 6 februarie: Sorina-Luminița Plăcintă, ingineră și om politic român
- 7 februarie: Chris Rock (Christopher Julius Rock), actor, scenarist, comedian, producător de televiziune și regizor american
- 8 februarie: Mathilda May, actriță franceză
- 12 februarie: Ion Stoica, informatician român
- 13 februarie: Emilia Arcan, politician român
- 15 februarie: Badri Kvarațkhelia, fotbalist azer (atacant)
- 16 februarie: Marko Babić, soldat croat (d. 2007)
- 16 februarie: Adama Barrow, om de afaceri și om de stat gambian, președinte al Republicii Gambia
- 16 februarie: Mihai Valentin Popa, politician român
- 16 februarie: Valérie Trierweiler, jurnalistă franceză
- 17 februarie: Jonathan Breck, actor american
- 18 februarie: Florin Cazacu, politician român
- 18 februarie: Dr. Dre (n. Andre Romelle Young), muzician, rapper, compozitor, antreprenor, inginer audio, producător de înregistrare și actor american
- 23 februarie: Oleg Bodrug, politician din R. Moldova
- 27 februarie: Pedro António Matos Chaves, pilot portughez de Formula 1

### Martie
- 1 martie: Booker Huffman, wrestler american
- 1 martie: Emil Gheorghe Săndoi, fotbalist și antrenor român
- 3 martie: Dragan Stojković, fotbalist sârb
- 5 martie: Elena Bodnarenco, politiciană din R. Moldova (d. 2022)
- 10 martie: Simona Popescu, poetă română
- 11 martie: Erzsébet Kocsis, handbalistă maghiară
- 12 martie: Javier Moreno, politician spaniol
- 12 martie: Gabriel Plăiașu, politician român
- 14 martie: Billy Sherwood, muzician american
- 15 martie: Mihai Stepanescu, politician român
- 17 martie: Isabelle Spennato, scrimeră franceză
- 19 martie: Viorel Ilie, politician român
- 19 martie: Rudolf Vouk, politician austriac
- 21 martie: Cătălin Voicu, politician român
- 24 martie: The Undertaker, wrestler american
- 25 martie: Sarah Jessica Parker, actriță americană
- 26 martie: Violeta Beclea-Szekely, atletă română
- 27 martie: Gregor Foitek, pilot elvețian de Formula 1
- 31 martie: Johannes Kabatek, lingvist german

### Aprilie
- 2 aprilie: Sorin Mitu, istoric român
- 3 aprilie: Rovnag Abdullayev, om de afaceri azer
- 3 aprilie: Katsumi Oenoki, fotbalist japonez
- 4 aprilie: Robert Downey, Jr., actor, producător, scenarist, cântăreț și comedian american
- 7 aprilie: Cătălin-Florin Teodorescu, politician român
- 8 aprilie: Țvetan Țvetanov, politician bulgar
- 8 aprilie: Robin Wright, actriță americană
- 9 aprilie: Mark Pellegrino, actor american
- 12 aprilie: Iurie Scala, fotbalist din R. Moldova (atacant), de etnie ucraineană
- 12 aprilie: Mihai Stoica, fotbalist român
- 14 aprilie: Tom Dey, regizor de film american
- 15 aprilie: Perseo Miranda, muzician italian
- 15 aprilie: Linda Perry, cântăreață americană
- 16 aprilie: Manuel Enrique Mejuto González, arbitru spaniol de fotbal
- 17 aprilie: William Mapother, actor american
- 18 aprilie: Rob Stenders, DJ neerlandez
- 19 aprilie: Melita Rühn, sportivă română (gimnastică artistică)
- 20 aprilie: Konstantinos Hatzidakis, politician grec
- 21 aprilie: Christina Plate, actriță germană
- 26 aprilie: Kevin James (n. Kevin George Knipfing), actor, comedian, scenarist și producător american
- 27 aprilie: Andrei Bodiu, scriitor român (d. 2014)
- 30 aprilie: Daniela Costian, atletă australiană

### Mai
- 1 mai: Marian Damaschin, fotbalist român
- 2 mai: Dmitri Firtaș, om de afaceri ucrainean
- 3 mai: Adrian Inimăroiu, politician român
- 3 mai: Sorin Vlaicu, fotbalist român
- 5 mai: Irina Schrotter (n. Irina Dobrea), creatoare română de modă
- 7 mai: Owen Hart, wrestler canadian (d. 1999)
- 9 mai: Małgorzata Chodakowska, sculptoriță poloneză
- 13 mai: Rozália Biró, politician român
- 14 mai: Costel Câmpeanu, fotbalist român (portar)
- 14 mai: Bernd Fabritius, politician german
- 16 mai: Rodica Dunca, sportivă română (gimnastică artistică)
- 17 mai: Trent Reznor, muzician american
- 17 mai: Ian Wright, prezentator de televiziune britanic
- 20 mai: Peter Liese, politician german
- 23 mai: Manuel Sanchís Hontiyuelo, fotbalist spaniol
- 24 mai: Philip Claeys, politician belgian
- 24 mai: John C. Reilly, actor american

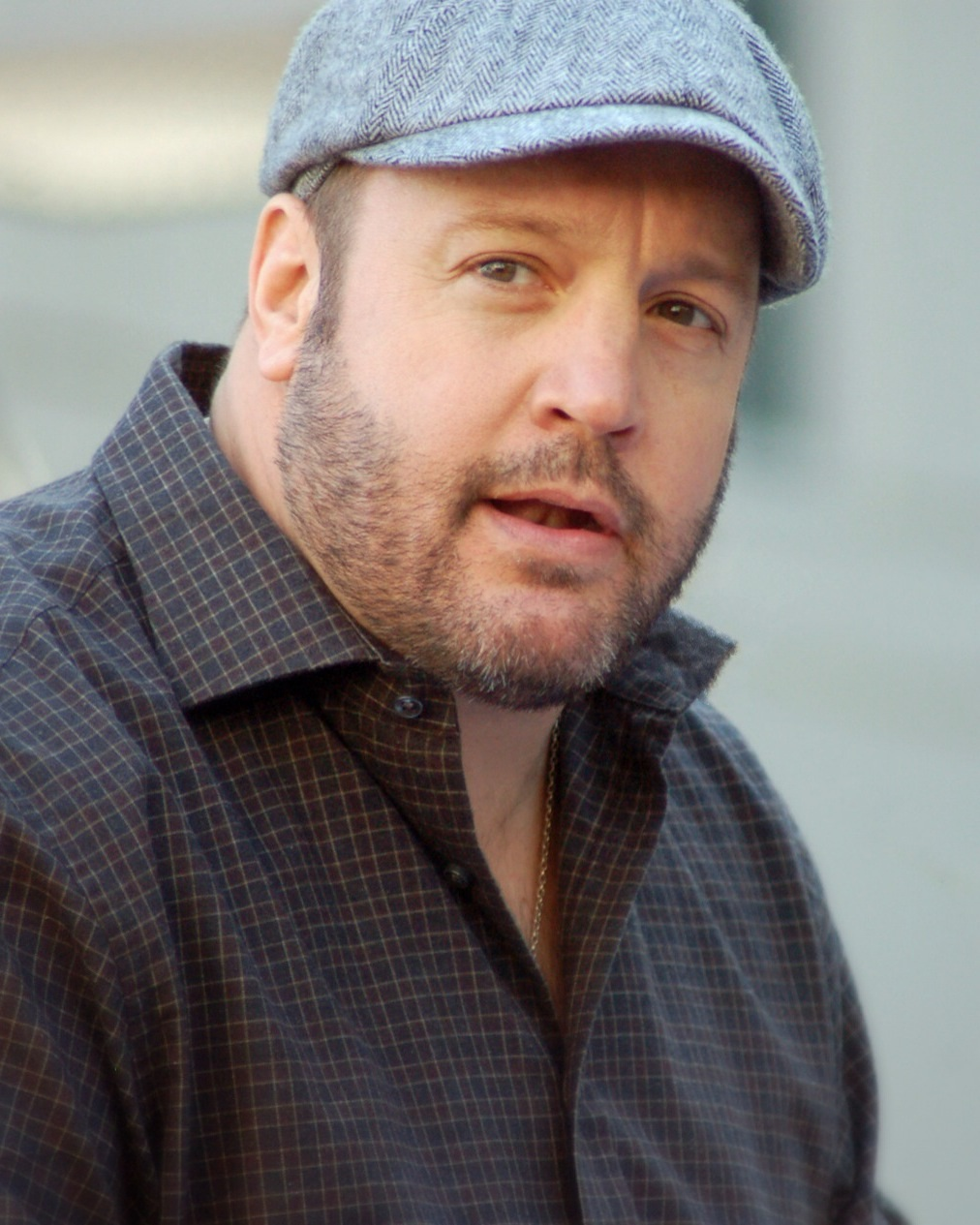
Kevin James, actor, comedian, scenarist și producător american
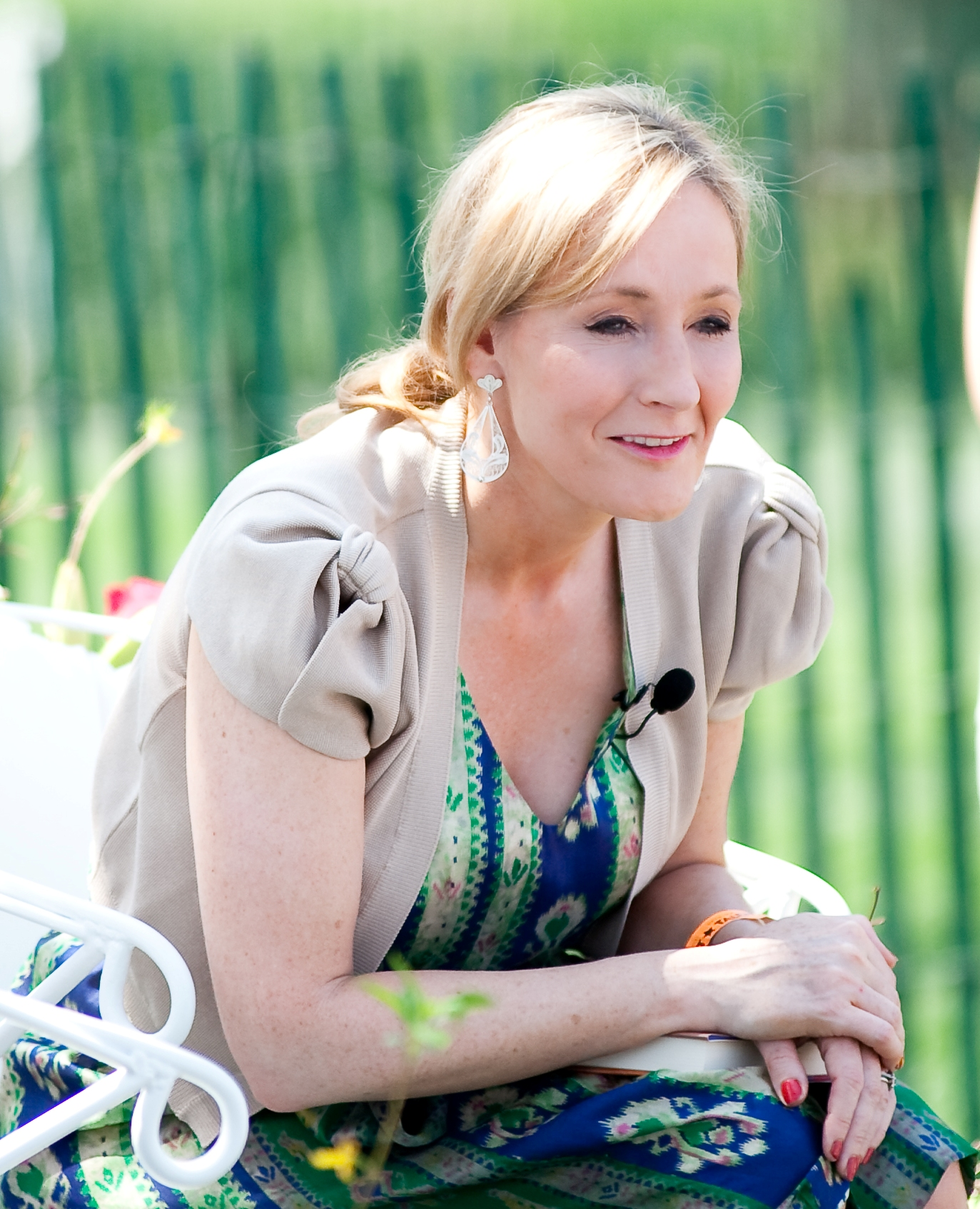
J. K. Rowling, scriitoare britanică
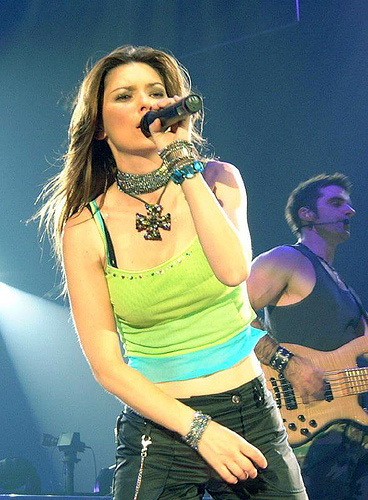
Shania Twain, cântăreață și textieră canadiană
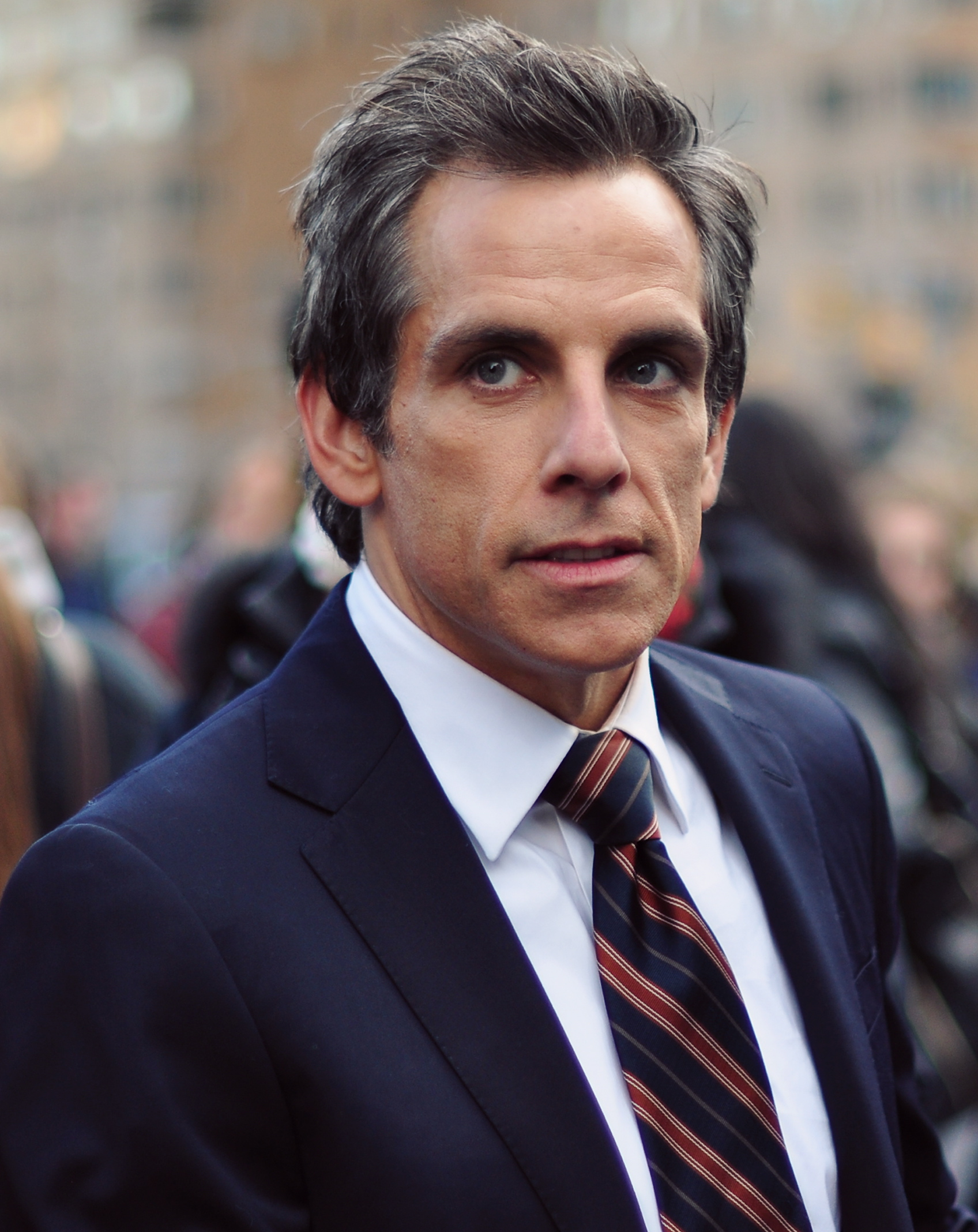
Ben Stiller, actor, scenarist, comedian, regizor și producător american

- 27 mai: Grațiela Iordache, politician român
- 28 mai: Mugur Călinescu, luptător român împotriva regimului totalitar (d. 1985)
- 30 mai: Antoine Fuqua, regizor de film, american
- 31 mai: Vasile Emilian Cutean, politician român

### Iunie
- 1 iunie: Zita Gurmai, politiciană maghiară
- 1 iunie: Nigel Short, șahist britanic
- 5 iunie: Béla Sóki, politician român
- 5 iunie: George Șișcu, politician român
- 6 iunie: Valentin Busuioc, jurnalist român
- 7 iunie: Mihai Moldovanu, politician din R. Moldova
- 8 iunie: Frank Grillo, actor american
- 8 iunie: Giovanni Cesare Pagazzi, arhiepiscop italian
- 9 iunie: Mario-Ovidiu Oprea, politician român
- 10 iunie: Elizabeth Jane Hurley, actriță și fotomodel englez
- 11 iunie: Nelu Stratan, cântăreț din R. Moldova (d. 2017)
- 12 iunie: Karin Thaler, actriță germană
- 14 iunie: Mihaela Adriana Rusu, politician român
- 16 iunie: Andrea Ghez, astronomă americană, laureată a Premiului Nobel (2020)
- 17 iunie: Teodor Marius Spînu, politician român (d.2024)
- 18 iunie: Ivan Mandricenco, fotbalist și antrenor din R. Moldova
- 19 iunie: Ronaldo Rodrigues de Jesus, fotbalist brazilian
- 20 iunie: Zsolt Muzsnay, fotbalist român
- 22 iunie: Vlad Alexandrescu, istoric român
- 22 iunie: Ľubomír Moravčík, fotbalist slovac
- 25 iunie: Jean Castex, politician francez
- 26 iunie: Jana Hybášková, politiciană cehă
- 29 iunie: Călin Vieru, politician din R. Moldova

### Iulie
- 1 iulie: Leonard Cadăr, politician român
- 3 iulie: Relu Fenechiu, politician român
- 3 iulie: Connie Nielsen, actriță daneză
- 4 iulie: Kiriakos Karataidis, fotbalist grec
- 8 iulie: Franc Kangler, politician sloven
- 8 iulie: Dorel-Constantin Onaca, politician român
- 8 iulie: Lee Allen Tergesen, actor american
- 9 iulie: Frank Bello, muzician american
- 9 iulie: Nechita-Adrian Oros, politician român
- 10 iulie: Gabriela Maria Schmeide, actriță germană
- 11 iulie: László Böcskei, episcop romano-catolic
- 11 iulie: Marian Iancu, om de afaceri român
- 12 iulie: Damian Florea, politician român
- 14 iulie: Igor Horoșev, compozitor rus
- 15 iulie: Yasutoshi Miura, fotbalist japonez
- 18 iulie: Vesselina Kasarova, cântăreață bulgară
- 19 iulie: Claudiu Ciprian Tănăsescu, politician român
- 20 iulie: Waberi Abdourahman, scriitor djiboutian
- 21 iulie: Gigel Valentin Calcan, politician român
- 26 iulie: Matthijs van Heijningen Jr., regizor de film neerlandez
- 27 iulie: José Luis Felix Chilavert González, fotbalist paraguayan (portar)
- 28 iulie: Pedro Troglio, fotbalist argentinian
- 29 iulie: Cristian Poteraș, politician român
- 31 iulie: Patrick Finn, actor american
- 31 iulie: J. K. Rowling (n. Joanne Rowling), scriitoare britanică

### August
- 1 august: Adrian Țuțuianu, politician român
- 5 august: Laurențiu Leoreanu, politician român
- 5 august: Dorin Mateuț, fotbalist român
- 6 august: Olivier Megaton, regizor de film, francez
- 6 august: Rudel Obreja, boxer român (d.2023)
- 9 august: Khames Farhan Ali Al-Khanjar Al-Issawi, politician irakian
- 14 august: Terry Richardson (Terrence Richardson), fotograf american
- 19 august: Kevin Dillon, actor american
- 19 august: Victor Șelin, politician din R. Moldova
- 20 august: KRS-One, muzician american
- 21 august: Ilie Botoș, jurist român
- 24 august: Reggie Miller, baschetbalist american
- 27 august: José René Higuita Zapata, fotbalist columbian (portar)
- 27 august: Paulo Silas, fotbalist brazilian
- 27 august: E-Type (n. Bo Martin Erik Eriksson), cântăreț suedez
- 28 august: Shania Twain (n. Eilleen Regina Edwards), cântăreață și textieră canadiană
- 30 august: Shekhar Gurera, caricaturist Indian

### Septembrie
- 3 septembrie: Charlie Sheen, actor american
- 5 septembrie: David Brabham, pilot australian de Formula 1
- 5 septembrie: Osamu Maeda, fotbalist japonez (atacant)
- 6 septembrie: Takumi Horiike, fotbalist japonez
- 7 septembrie: Angela Gheorghiu, cântăreață română
- 7 septembrie: Darko Pančev, fotbalist macedonean (atacant)
- 8 septembrie: Matthew Theron Ruff, scriitor american
- 11 septembrie: Bashar Hafez al-Assad, președinte al Siriei (din 2000)
- 13 septembrie: Sam Mostyn, femeie de afaceri și susținătoare a diverselor cauze sociale din Australia, al 28-lea guvernator general al Australiei (din 2024)
- 13 septembrie: Sorina Pintea, politiciană română, ministru al sănătății (2018-2019)
- 13 septembrie: Ludwik Sobolewski, avocat polonez
- 14 septembrie: Dmitri Medvedev, politician rus
- 14 septembrie: Marian Oprișan, politician român
- 16 septembrie: Karl-Heinz Riedle, fotbalist german (atacant)
- 21 septembrie: Marius Neculoiu, politician român
- 21 septembrie: David Wenham, actor australian
- 24 septembrie: Vlad Cubreacov, politician din R. Moldova
- 24 septembrie: Richard K. Morgan, scriitor britanic
- 24 septembrie: Valeriu Andrei Steriu, politician român
- 25 septembrie: Ioan Cupșa, politician român
- 25 septembrie: Gordon Currie, actor canadian
- 25 septembrie: Kenta Hasegawa, fotbalist japonez (atacant)
- 26 septembrie: Petro Poroșenko, om de afaceri și politician ucrainean
- 29 septembrie: Grigori Kirienko, scrimer rus

### Octombrie
- 2 octombrie: Darren Cahill, jucător australian de tenis
- 4 octombrie: Micky Ward (George Michael Ward, Jr.), boxer american
- 6 octombrie: Aldis Kušķis, politician leton
- 7 octombrie: Marco Apicella, pilot italian de Formula 1
- 11 octombrie: Solofa Fatu, wrestler american
- 11 octombrie: Sean Patrick Flanery, actor american
- 11 octombrie: Nicola Zingaretti, politician italian
- 13 octombrie: Philippe Torreton, actor francez
- 18 octombrie: Sleiman Tony Frangieh, politician libanez
- 20 octombrie: Carlos José Iturgáiz Angulo, politician spaniol
- 21 octombrie: Ion Andoni Goikoetxea, fotbalist spaniol
- 21 octombrie: Petr Tomailî, politician din R. Moldova
- 22 octombrie: Claude Moraes, politician britanic
- 24 octombrie: Dave McClain, muzician german
- 31 octombrie: Cristian Marina, compozitor român

### Noiembrie
- 2 noiembrie: Samuel Le Bihan, actor francez
- 4 noiembrie: Pata (n. Tomoaki Ishizuka), muzician japonez
- 10 noiembrie: Eddie Irvine, pilot britanic de Formula 1
- 13 noiembrie: Lucian-Ovidiu Heiuș, politician român
- 13 noiembrie: Željko Petrović, fotbalist muntenegrean
- 15 noiembrie: George Adamescu, regizor de film, român
- 15 noiembrie: Veronica Cochela-Cogeanu, canotoare română
- 19 noiembrie: Laurent Robert Blanc, fotbalist francez
- 20 noiembrie: Yoshiki (Yoshiki Hayashi), muzician japonez
- 20 noiembrie: Olga Velișko, scrimeră rusă
- 22 noiembrie: Mads Mikkelsen, actor danez
- 27 noiembrie: Ekaterina Andreeva, jurnalistă rusă
- 27 noiembrie: Rachida Dati, politiciană franceză
- 27 noiembrie: Anvar Ibraghimov, scrimer rus (d.2023)
- 28 noiembrie: Nicolae Mihăilescu, scrimer român
- 30 noiembrie: Marina Coste, politician român (d. 2017)
- 30 noiembrie: Ben Stiller (Benjamin Edward Stiller), actor, scenarist, comedian, regizor și producător american

### Decembrie
- 2 decembrie: Ioan Drăgan, fotbalist român (d. 2012)
- 3 decembrie: Katarina Witt, patinatoare germană
- 5 decembrie: Vasile Baghiu, poet român
- 6 decembrie: Cornel Mihai Ungureanu, scriitor român
- 9 decembrie: Gheorghe Mihali, fotbalist român
- 10 decembrie: Sandu Minciu, fotbalist român
- 19 decembrie: Thomas Brussig, scriitor german
- 19 decembrie: Gary Fleder, regizor de film, american
- 21 decembrie: Cem Özdemir, politician german
- 26 decembrie: Slavoliub Adnagi, politician român
- 27 decembrie: Tănase Barde, politician român
- 27 decembrie: Salman Khan, actor indian de film
- 28 decembrie: Kazuo Echigo, fotbalist japonez

## Decese

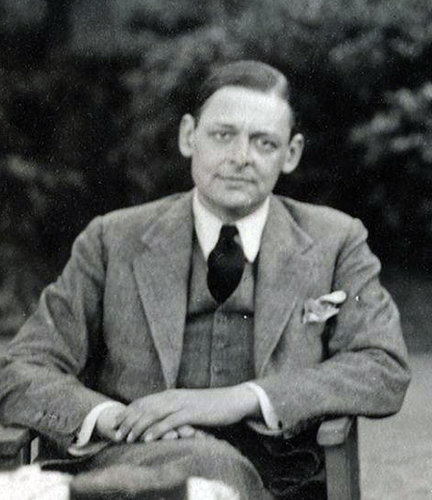
T.S. Eliot, poet, dramaturg și critic literar britanic de origine americană, laureat al Premiului Nobel
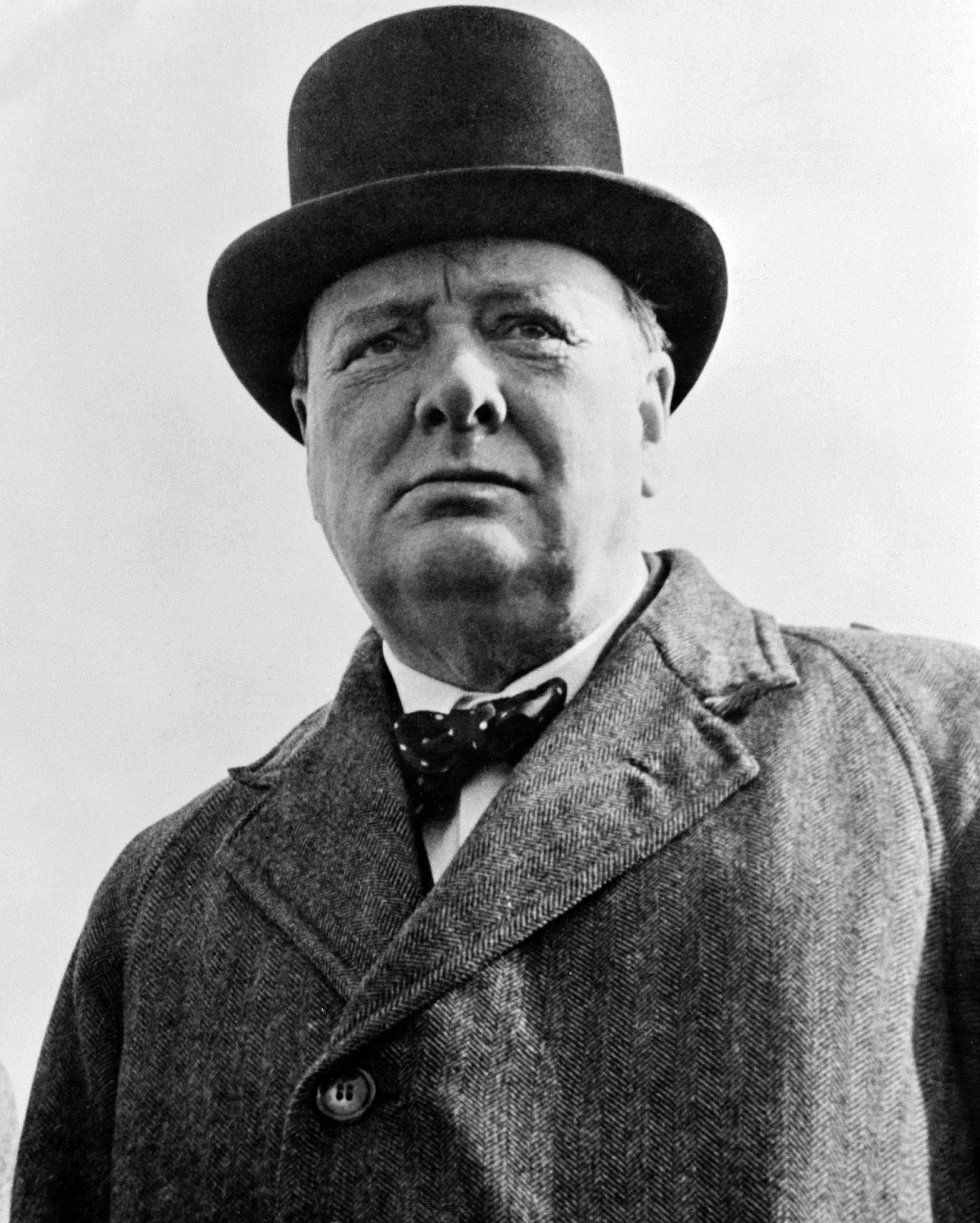
Winston Churchill, politician și scriitor britanic, prim-ministru al Regatului Unit, laureat al Premiului Nobel
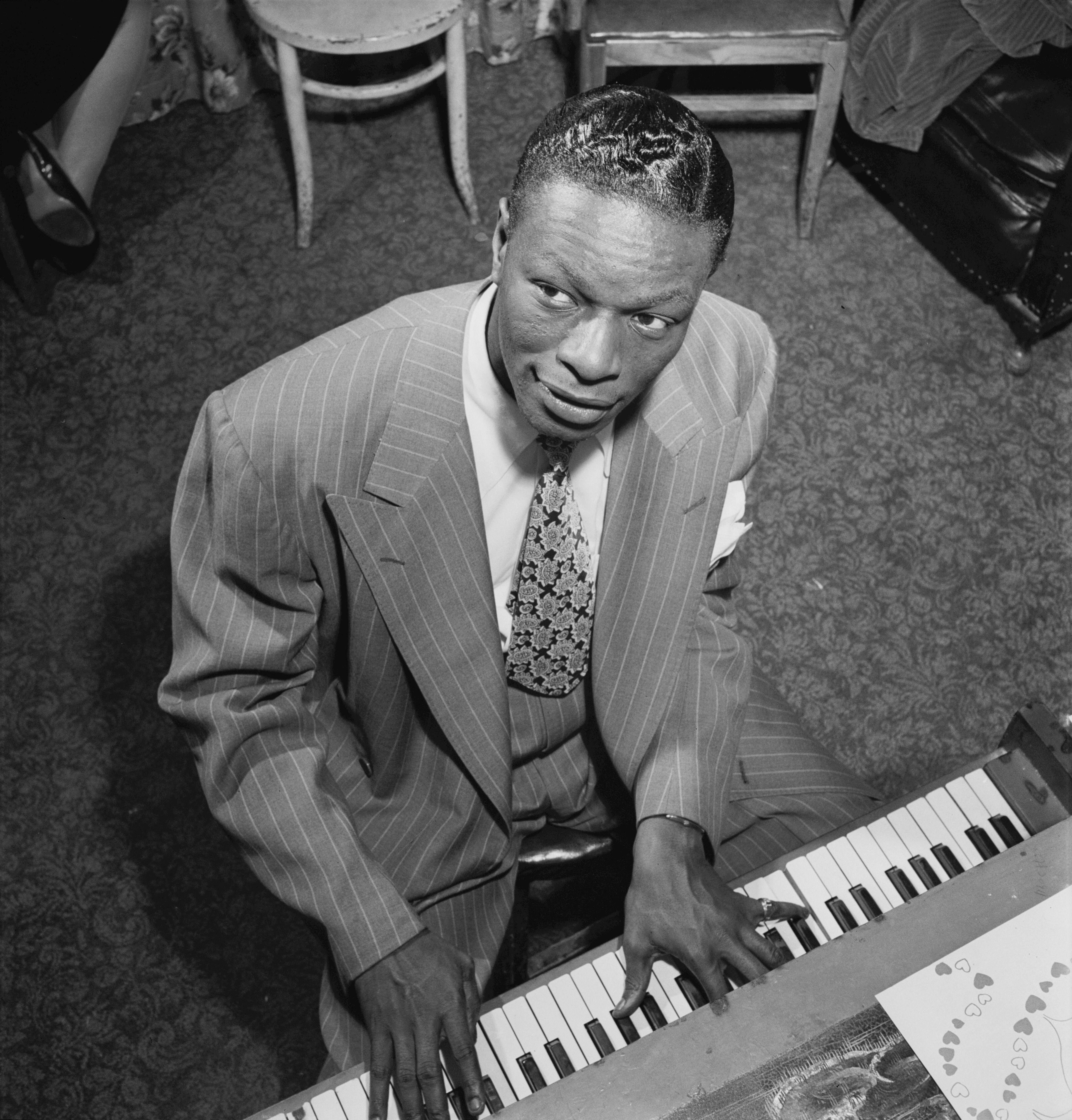
Nat King Cole, pianist, compozitor, interpret de jazz, cântăreț și actor american
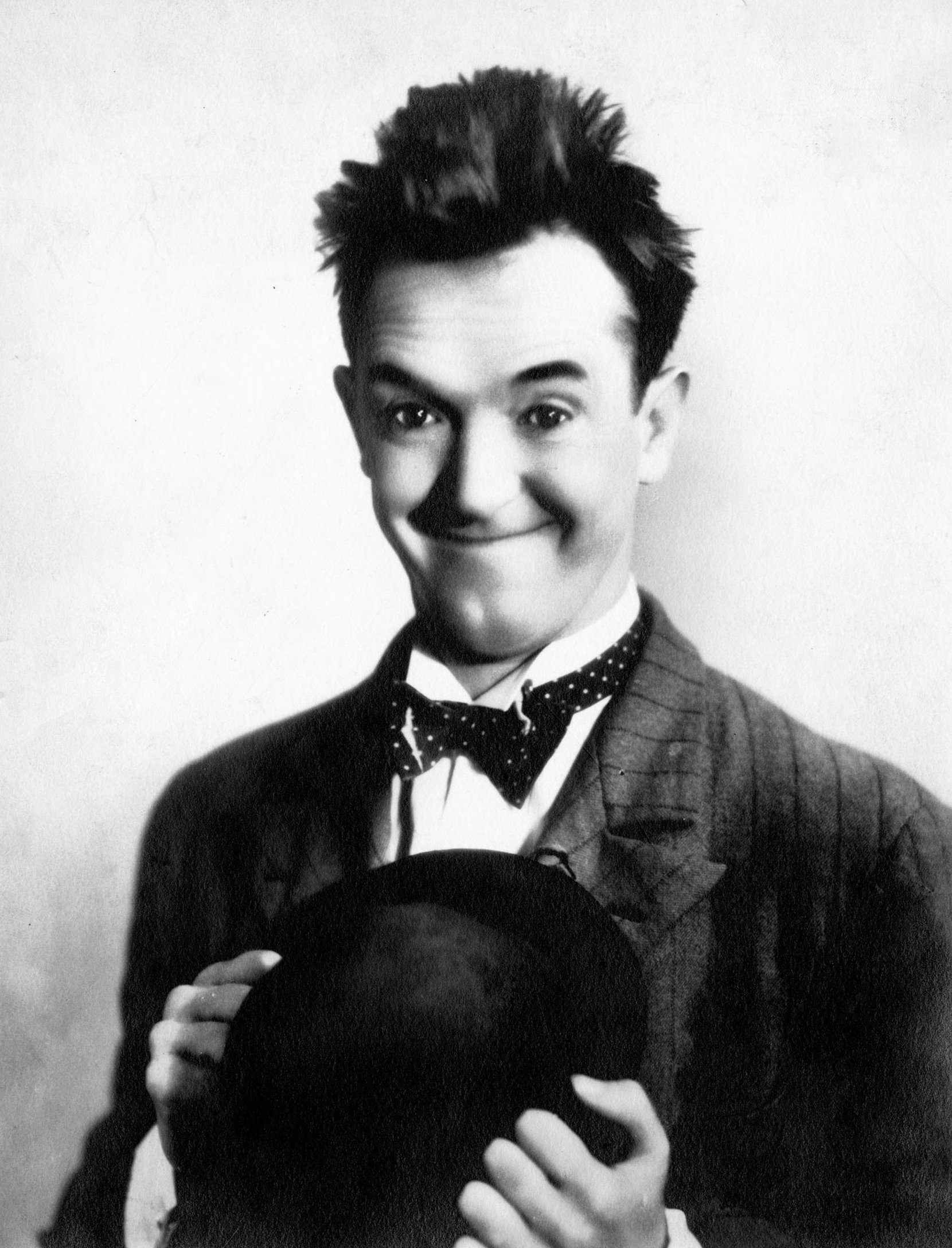
Stan Laurel, actor, director, comedian și regizor american de origine britanică (Stan și Bran)

- 4 ianuarie: Thomas Stearns Eliot, 76 ani, poet, dramaturg și critic literar britanic de origine americană, laureat al Premiului Nobel (1948), (n. 1888)
- 15 ianuarie: Dumitru Furtună, 74 ani, preot, etnograf, istoriograf și folclorist român (n. 1890)
- 17 ianuarie: Hans Marchwitza, 74 ani, scriitor german (n. 1890)
- 21 ianuarie: Jean Aimé Favard, 66 ani, matematician francez (n. 1902)
- 23 ianuarie: Constantin Bedreag, 81 ani, fizician român (n. 1883)
- 24 ianuarie: Winston Churchill, 90 ani, politician și scriitor britanic, prim-ministru al Regatului Unit, laureat al Premiului Nobel (1953), (n. 1874)
- 26 ianuarie: George Enacovici, 73 ani, compozitor român (n. 1891)
- 6 februarie: Frederic, Prinț de Hohenzollern, 73 ani, șeful Casei de Hohenzollern-Sigmaringen (n. 1891)
- 10 februarie: Wilhelm Friedrich, Duce de Schleswig-Holstein, 73 ani, Șeful Casei de Schleswig-Holstein-Sonderburg-Glücksburg (n. 1891)
- 15 februarie: Nat King Cole (n. Nathaniel Adams Coles), 45 ani, pianist, compozitor, interpret de jazz, cântăreț și actor de film american (n. 1919)
- 20 februarie: René Jeannel, 85 ani, zoolog francez (n. 1879)
- 23 februarie: Stan Laurel (n. Arthur Stanley Jefferson), 74 ani, actor de comedie, director, comedian și regizor american de etnie britanică (n. 1890)
- 7 martie: Louise Mountbatten, 75 ani, regină a Suediei (n. 1889)
- 12 martie: George Călinescu, 65 ani, critic, istoric literar și scriitor român (n. 1899)
- 13 martie: Fan Noli (n. Theofan Stilian Noli), 83 ani, politician albanez (n. 1882)
- 14 martie: Dimitrie Leonida, 81 ani, inginer român (n. 1883)
- 18 martie: Regele Farouk al Egiptului, 45 ani (n. 1920)
- 19 martie: Gheorghe Gheorghiu-Dej (n. Gheorghe Gheorghiu), 63 ani, liderul comunist al României (1947-1965), (n. 1901)
- 28 martie: Mary a Marii Britanii (n. Victoria Alexandra Maria Alice Lascelles), 67 ani, fiica Regelui George al V-lea al Regatului Unit (n. 1897)
- 13 aprilie: Gheorghe Ciolac, 56 ani, fotbalist român (atacant), (n. 1908)
- 22 aprilie: Petre Antonescu, 91 ani, arhitect român (n. 1873)
- 27 aprilie: Edward R. Murrow (n. Egbert Roscoe Murrow), 57 ani, jurnalist american (n. 1908)

George Călinescu, critic, istoric literar și scriitor român
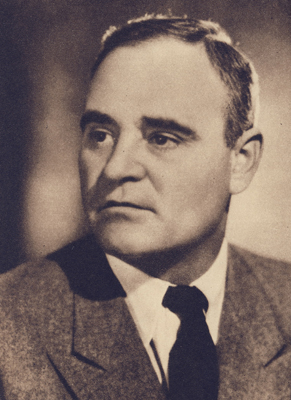
Gheorghe Gheorghiu-Dej, liderul comunist al României
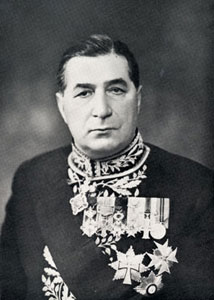
Matila Ghyka, ofițer de marină, diplomat, scriitor, estetician, matematician, inginer și istoric român
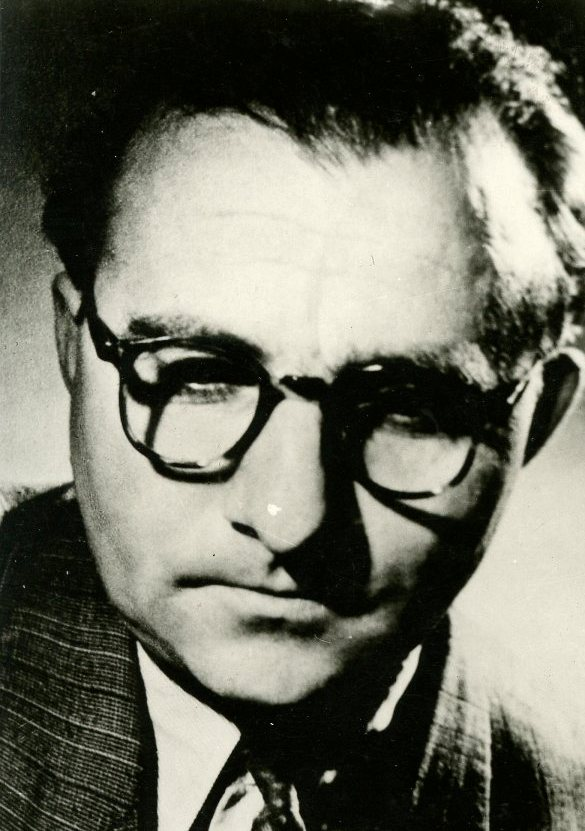
Eusebiu Camilar, scriitor și traducător român

- 7 mai: Prințesa Pauline de Württemberg (n. Pauline Olga Helene Emma), 87 ani (n. 1877)
- 19 mai: Maria Dąbrowska, 75 ani, scriitoare poloneză (n. 1889)
- 1 iunie: Vince Nagy, 79 ani, politician maghiar (n. 1886)
- 5 iunie: Prințul Wilhelm, Duce de Södermanland, 80 ani (n. 1884)
- 13 iunie: Martin Buber, 87 ani, filosof austriac de etnie evreiască (n. 1878)
- 22 iunie: David O. Selznick, 63 ani, producător american de film (n. 1902)
- 4 iulie: Alexandru Myller, 85 ani, matematician român (n. 1879)
- 9 iulie: Louis Harold Gray, 59 ani, fizician britanic (n. 1905)
- 14 iulie: Matila Ghyka (n. Matila Costiescu Ghica), 83 ani, ofițer de marină, diplomat, scriitor, estetician, matematician, inginer și istoric român (n. 1881)
- 19 iulie: Rhee Syng-man, 90 ani, primul Președinte al Coreei de Sud (1948-1960), (n. 1875)
- 28 iulie: Edogawa Rampo (n. Tarō Hirai), 70 ani, scriitor japonez (n. 1894)
- 3 august: Georges Le Roy, 80 ani, actor francez (n. 1885)
- 12 august: Constantin Kirițescu, 88 ani, istoric român (n. 1876)
- 27 august: Eusebiu Camilar, 55 ani, scriitor și traducător român, membru corespondent al Academiei Române (n. 1910)
- 27 august: Le Corbusier (n. Charles-Édouard Jeanneret-Gris), 78 ani, arhitect, pictor, sculptor, teoretician și scriitor elvețian stabilit în Franța (n. 1887)
- 16 septembrie: Frederick C. Quimby, 79 ani, producător de film, american (n. 1886)
- 17 septembrie: Alejandro Casona (n. Alejandro Rodríguez Álvarez), 62 ani, dramaturg și poet spaniol (n. 1903)
- 15 octombrie: Abraham Fraenkel, 74 ani, matematician israelian (n. 1891)
- 18 octombrie: Oscar Beregi (n. Oszkár Beregi), 89 ani, actor maghiar (n. 1876)
- 18 octombrie: Lauri Allan Törni, 46 ani, ofițer finlandez (n. 1919)
- 25 octombrie: Oszkár Ascher, 68 ani, actor maghiar (n. 1897)
- 28 octombrie: Lucian Grigorescu, 71 ani, pictor român postimpresionist (n. 1894)
- 5 noiembrie: René Blancard, 68 ani, actor francez (n. 1897)
- 7 noiembrie: Otto Karl Robert Wernicke, 72 ani, actor german (n. 1893)
- 18 noiembrie: Henry Agard Wallace, 77 ani, politician american (n. 1888)
- 22 noiembrie: Dipa Nusantara Aidit, 42 ani, politician indonezian (n. 1923)
- 23 noiembrie: Elisabeta de Bavaria, 89 ani, regină consort a Belgiei (n. 1876)
- 28 noiembrie: José Leoncio Belloni Garaycochea, 83 ani, artist uruguayan (n. 1882)
- 3 decembrie: Ilie Gropșianu, 76 ani, avocat român (n. 1889)
- 11 decembrie: George Constantinescu, 84 ani, inginer român (n. 1881)

## Premii Nobel
- Fizică: Sin-Itiro Tomonaga (Japonia), Julian Schwinger, Richard Feynman (SUA)
- Chimie: Robert Burns Woodward (SUA)
- Medicină: François Jacob, André Lwoff, Jacques Monod (Franța)
- Literatură: Mihail Șolohov (URSS)
- Pace: UNICEF

## Vezi și
- 1965 în știință
- 1965 în film
- 1965 în literatură
- 1965 în științifico-fantastic
- 1965 în televiziune